# Kim & Co.
Kim & Co. ist eine britisch-deutsch-österreichisch-französische Jugendfernsehserie aus dem Jahr 1974, die in Deutschland ab Oktober 1975 erstausgestrahlt wurde. Sie basiert sehr lose auf den „Detektiv Kim“-Romanen von Bengt Janus Nielsen alias Jens K. Holm. Es wurden zwei Staffeln à 13 Folgen produziert.

## Handlung
Kim Anderson und seine Freunde, die energische Katja, der impulsive, etwas unbedarfte Erik und der fotografiebegeisterte „Intelligenzbolzen“ Brillo, sind Schüler aus Kopenhagen. Im Auftrag des Verlegers Karl Rasmussen reisen sie quer durch Europa, um für Kims autobiografische Abenteuerbücher Werbung zu machen bzw. um neue Abenteuer zu erleben, die hinterher literarisch ausgeschlachtet werden können. Dabei geraten sie immer wieder in gefährliche Situationen, bei denen sie auch mal detektivisch tätig werden. Handlungsorte sind zum Beispiel Paris, Bordeaux, London, Edinburgh, Lübeck, München, Wien oder die Höhlen von Les Eyzies. In der letzten Folge verfolgt Rasmussen den hochtrabenden Plan, die mittlerweile berühmten Kim & Co zu Filmstars zu machen. Die Vier nehmen dies zum Anlass, das Team stattdessen lieber aufzulösen und sich um ihre jeweilige Zukunft zu kümmern.

## Allgemeines zur Serie
Der international verwendbare Serienname Kim & Co. geht auf den Titel des allerersten „Detektiv Kim“-Romans von 1957 zurück. Die erste Staffel wurde von den Firmen Antrobus Film (UK), Iduna-Film (München) und Studio-Film (Wien) produziert. Für die Produktion der zweiten Staffel wurde Antrobus Film durch Antenne-2 (Paris) ersetzt, wobei es weiterhin britische Beteiligung auch hinter der Kamera gab. Die Serie wurde auf Englisch gedreht und anschließend ins Deutsche synchronisiert, wobei zumindest David Friedmann und Thomas Astan sich selbst sprachen. Die einprägsame, teils gepfiffene Titelmelodie wurde von Ron Grainer geschrieben, von dem unter anderem auch die Titelmusik zur Serie Doctor Who stammt. Bei der Regie wechselten sich für die erste Staffel David Maloney und Jan Darnley-Smith ab, für Folge 12 sprang C. M. Pennington-Richards ein. Regisseur sämtlicher Folgen der zweiten Staffel war der Österreicher Wolf Dietrich. Kim & Co bereisten in der Serie nur Städte der beteiligten Produktionsländer, beliebte europäische Reiseziele wie Italien oder Spanien blieben somit außen vor.

## Darsteller
In der Fernsehserie wurden drei der vier jugendlichen Protagonisten von Briten gespielt. Hauptdarsteller Simon Fisher Turner hatte bereits 1973 ein Pop-Album unter der Ägide von Jonathan King veröffentlicht und ist heute ein erfolgreicher Film- und Fernsehkomponist. Der Darsteller des Brillo, David Friedman(n), ist Deutscher und hatte zuvor den Kasperl in Der Räuber Hotzenplotz gespielt. Heute arbeitet er als Journalist beim BR. Mit Thomas Astan (Rasmussen) wirkte ein weiterer deutscher Schauspieler regelmäßig mit, der sich vor allem durch Rollen in zahlreichen Krimiserien wie Derrick oder Der Kommissar einprägte. Weitere bekannte deutsche bzw. österreichische Darsteller, die in der Serie gastierten, waren Ingrid van Bergen, Herbert Fux, Towje Kleiner (als Gaunertrio in Folge 11), Dieter Schidor (Folge 13), Ivan Desny (Folge 22), Adrian Hoven (Folge 24) und Kurt Jaggberg (Folge 25).

## Unterschiede der beiden Staffeln
In der ersten Staffel hatten es Kim & Co häufiger mit professionellen Gaunern zu tun als in der zweiten. Die Palette der Delinquenten reichte dabei von karikaturhaften Trotteln bis hin zu eiskalten Killern (Folge 8). In zwei der frühen Episoden (Folge 7 und 8) ist Katja aus unbekanntem Grund abwesend. Während anfangs manchmal zu viel Handlung in die kurzen Folgen hineingepackt wurde, ging es in der zweiten Staffel erkennbar gemächlicher zu. Kim & Co bewegten sich nun auf Mopeds durch die Gegend, zwischenmenschliche Beziehungen standen häufiger im Vordergrund, auch die (manchmal gar nicht so) Bösen wirkten eher „wie aus dem Leben“. Als neue Figur kam der junge Franzose Jean-Luc hinzu, der sich mit dem Quartett anfreundete und u. a. als Segelsportlehrer in einem Jugendlager tätig war. Drei Folgen lang stellte zudem die hübsche Claire das Verhältnis von sowohl Kim und Brillo als auch das von Kim und Katja auf die Probe, was allerdings eher halbherzig umgesetzt wurde.

## Unterschiede zu den Detektiv-Kim-Büchern
Der Charakter Brille aus den Büchern wurde für die Serie in Brillo umbenannt. Der Name hat ohnehin nichts mit der Sehhilfe zu tun, sondern eher etwas mit einem „brillanten Kopf“. Tatsächlich wird Brillo auch in der deutschen Synchro der Serie in einigen Fällen englisch ausgesprochen (mit retroflexem R). Kims Lübecker Verleger, Karl Rasmussen, der in der Serie trotz seines Namens explizit als Deutscher bezeichnet wird, ist der TV-Gegenpart zur Romanfigur Otto Rasmussen. Dieser ist Däne und Verleger eines Buchs von Kims Onkel Carlo und besucht die Familie. Dadurch lernen sie sich kennen (Kapitel „25 Kronen sind viel Geld“ im Buch „Detektiv Kim aus Kopenhagen“ 3. Auflage 1984, Pelikan AG, ISBN 3-8144-1204-4). Kim selbst erhielt für die Fernsehserie den Familiennamen Anderson (nicht Andersen, wie man bei einem Dänen eher vermuten würde). Der Name fällt mehrmals und ist in Folge 18 auch auf einem Telegramm zu sehen.

## Ausstrahlung
Die erste Staffel wurde vom 19. Oktober 1975 bis 11. Januar 1976, die zweite vom 13. Oktober 1976 bis 12. Januar 1977 im ZDF erstausgestrahlt. Wiederholt wurden die Folgen auf ZDF und 3sat.

## DVD-Veröffentlichung
Die erste Staffel erschien am 8. Dezember 2017, die zweite am 23. Februar 2018 bei PIDAX film. Jede Staffel umfasst zwei DVDs mit einer Spielzeit von insgesamt 325 Minuten.

## Hörspiele
Basierend auf der Fernsehserie entstanden auch sechs Hörspiele, die in den 1970er Jahren auf drei LPs bzw. MCs bei Ariola erschienen:
- Das Schließfach in Kopenhagen / Das Fischerboot und die Kunsträuber
- Immer diese Bilder / Abenteuer in den Bergen
- Der Typ mit den Silberstiefeln / Entführt

Für die jeweils ca. 18-minütigen Episoden (jeweils eine auf der A- und B-Seite) wurden Originaldialoge aus der Fernsehserie mit Erzählertexten kombiniert. Pro Episode wurden zwei bis drei Folgen der Fernsehserie in chaotischer Weise miteinander verschachtelt.

## Episodenliste der Fernsehserie

### 1. Staffel
1. Schon mal alleine fertig geworden? (Handlungsort: Kopenhagen)
2. Schon mal ’n Volltreffer gemacht? (Handlungsort: Kopenhagen)
3. Schon mal gestolpert? (Handlungsort: Lübeck)
4. Schon mal Spaß an Kunst gehabt? (Handlungsort: Lübeck/Hamburg)
5. Schon mal im Sand gebuddelt? (Handlungsort: dänische Küste)
6. Schon mal Heulboje gespielt? (Handlungsort: London)
7. Schon mal von Waterloo gehört? (Handlungsort: Edinburgh)
8. Schon mal ’nen großen Fang gemacht? (Handlungsort: Mull)
9. Schon mal Angst gehabt? (Handlungsort: Blackpool)
10. Schon mal versucht, ’nen Vogel loszuwerden? (Handlungsort: London)
11. Schon mal Verwandte besucht? (Handlungsort: München/?)
12. Schon mal vom Rad gefallen? (Handlungsort: Land Salzburg)
13. Schon mal singen müssen? (Handlungsort: Salzburg)

### 2. Staffel
1. Schon mal über ’ne Werkstatt geärgert? (Handlungsort: Paris)
2. Schon mal baden gegangen? (Handlungsort: Bordeaux)
3. Schon mal Mädchen nachgestiegen? (Handlungsort: Bordeaux)
4. Schon mal ’nen Fund gemacht? (Handlungsort: Liorac-sur-Louyre/Les Eyzies-de-Tayac-Sireuil)
5. Schon mal Bauklötze gestaunt? (Handlungsort: Bordeaux/Liorac-sur-Louyre/?)
6. Schon mal pleite gewesen? (Handlungsort: Paris)
7. Schon mal ein Pferd geschminkt? (Handlungsort: Bayern)
8. Schon mal falsch verbunden worden? (Handlungsort: Grenzgebiet Deutschland/Österreich)
9. Schon mal Fußball versäumt? (Handlungsort: Wien und Umgebung)
10. Schon mal Gläser gespült? (Handlungsort: Wien)
11. Schon mal ’nen Silberblick gehabt? (Handlungsort: „Schloss Rauenstein“ = Burg Finstergrün in Ramingstein)
12. Schon mal ’nen heißen Ofen frisiert? (Handlungsort: Bayern)
13. Schon mal Grüne Männchen gejagt? (Handlungsort: München)